# To Mother (singolo)
To Mother è un brano musicale della cantante giapponese Yui, pubblicato come suo diciassettesimo singolo il 2 giugno 2010. Il brano è incluso nell'album Holidays in the Sun, terzo lavoro della cantante. Il singolo ha raggiunto la prima posizione della classifica Oricon dei singoli più venduti in Giappone, vendendo 89.554. Il singolo è stato certificato disco d'oro.

## Tracce
CD Singolo SRCL-7271
1. to Mother
2. Tonight
3. GLORIA ~YUI Acoustic Version~
4. to Mother ~Instrumental~

## Classifiche
| Classifica (2010) | Posizione più alta |
| ----------------- | ------------------ |
| Giappone (Oricon) | 1                  |